# Volksfront (Ukraine)
Die Volksfront (ukrainisch Народний фронт/ Narodnyj front) ist eine im März 2014 gegründete politische Partei in der Ukraine.
Der Parteivorsitzende der bei der Parlamentswahl am 26. Oktober 2014 als stärkste parlamentarische Kraft hervorgegangenen Partei war Arsenij Jazenjuk. Die Partei trat zu den Parlamentswahlen 2019 nicht mehr an, nachdem Jazenjuk schon 2016 als Ministerpräsident abgelöst worden war.

## Gründung
Die Bildung der Partei im März 2014 wurde durch Arsenij Jazenjuk, Ministerpräsident der Ukraine, und Oleksandr Turtschynow, Parlamentspräsident der Werchowna Rada und zeitweise kommissarisches Staatsoberhaupt, initiiert. Beide waren führende Mitglieder der Vaterlandspartei, überwarfen sich aber mit Julija Tymoschenko nach deren Haftentlassung und bildeten mit weiteren Parteifreunden die Volksfront.
Der erste Parteitag fand am 10. September 2014 statt, auf dem Jazenjuk zum Vorsitzenden der Partei und Turtschynow zum Vorsitzenden der Parteizentrale gewählt wurde.

## Programm
Das Motto der Partei lautet «Сильна команда для складних часів» (zu deutsch „Ein starkes Team für schwierige Zeiten“).
Die Partei ist wirtschaftsliberal, nationalistisch sowie pro-europäisch ausgerichtet und tritt für eine Annäherung an die Europäische Union ein. Sie hat sich für ein gewaltsames Bekämpfen der prorussischen Separatisten geäußert, hat in dieser Frage aber keine eindeutige Position.

## Struktur

### Militärrat
Der Militärrat ist ein spezielles Gremium der Partei und bringt Vorschläge zur Verbesserung der Verteidigungsbereitschaft der Ukraine in die Partei ein.
Er wurde gemeinsam mit den weiteren Gremien auf dem ersten Parteitag am 10. September 2014 gebildet. Der Parteitag beschloss auch die Zusammensetzung des Militärrates.
Mitglieder sind: Oleksandr Turtschynow, Arsen Awakow, Andrij Parubij, Dmytro Tymtschuk, Serhij Paschynskyj sowie einige Kommandeure der ukrainischen Milizen.

### Politischer Rat
Der Politische Rat wurde ebenfalls auf dem ersten Parteitag gebildet und besteht aus: Arsenij Jazenjuk, Oleksandr Turtschynow, Arsen Awakow, dem amtierenden Innenminister, Wjatscheslaw Kyrylenko, Andrij Parubij, der von Februar bis August 2014 den Nationalen Sicherheits- und Verteidigungsrat geleitet hatte, Tetjana Tschornowol, eine Journalistin, Majdan-Aktivistin und ehemalige Vorsitzende des Anti-Korruptions-Ausschusses, des Weiteren Lilija Hrynewytsch, Wiktorija Sjumar und Justizminister Pawlo Petrenko.
Die Zusammensetzung des Rates ist auf sieben Jahre festgelegt.

### Koordinierungsrat
Die Volksfront hat einen koordinierenden Rat, der die Mitglieder des politischen Rates und die Regionalleiter der Volksfront umfasst.

## Parlamentswahl 2014

### Listenplätze
Vorsitzender und Spitzenkandidat bei der Parlamentswahl in der Ukraine 2014 war Jazenjuk, Turtschynow kandidierte auf Platz drei. Den zweiten Listenplatz nahm Tetjana Tschornowol ein. Auf Platz vier folgte Andrij Parubij, den fünften Listenplatz hatte der Oberst und Bataillonskommandeur Andrij Teteruk inne. Auf dem sechsten Rang kandidierte Arsen Awakow. Auf den Plätzen sieben bis neun folgten Wiktorija Sjumar, Wjatscheslaw Kyrylenko und Lilija Hrynewytsch. Platz zehn der Liste besetzte der ukrainische Major und Bataillonskommandeur Jurij Beresa, den elften Listenplatz hatte Pawlo Petrenko inne und auf Platz zwölf war Serhij Paschynskyj, der vom 5. März bis 10. Juni 2014 Leiter des Präsidialamt der Ukraine war.

### Ergebnis
Die Volksfront ging als stärkste Partei aus der Wahl hervor und hat bereits Koalitionsverhandlungen mit dem Block Petro Poroschenko, dem Parteienbündnis um den Präsidenten Petro Poroschenko eingeleitet. Jazenjuk beanspruchte am 30. Oktober 2014 das Amt des neuen Ministerpräsidenten als Anführer der stärksten Partei für sich und lud die vier im zukünftigen Parlament vertretenen Parteien zu Sondierungsgesprächen für eine Koalition ein. Am 21. November stellten die fünf proeuropäischen Parteien (BPP, Volksfront, Radikale Partei Oleh Ljaschkos, Vaterland und Selbsthilfe) einen Koalitionsvertrag vor. Am 27. November wurde die neue Regierung von der Rada bestätigt; Jazenjuk wurde wieder zum Ministerpräsidenten gewählt und die Volksfront stellte vier weitere Minister, darunter mit Oleksandr Turtschynow den Sekretär des Nationalen Sicherheits- und Verteidigungsrats.
Am 15. Februar 2015 und den folgenden Tagen verließen die Allukrainische Vereinigung „Vaterland“ von Julija Tymoschenko, sowie die liberale „Selbsthilfe“ (Samopomitsch) die Regierungskoalition, womit die Regierung Jazenjuk keine parlamentarische Mehrheit mehr besaß.